# Karhunsaari (ö i Kajanaland)
Karhunsaari är en ö i Finland. Den ligger i sjön Kiantajärvi och i kommunen Suomussalmi i den ekonomiska regionen  Kehys-Kainuu  och landskapet Kajanaland, i den centrala delen av landet, 600 km norr om huvudstaden Helsingfors. Öns area är 72,8 hektar och dess största längd är 1,7 kilometer i sydöst-nordvästlig riktning.